# Persone di nome Andreas/Calciatori
| Questa pagina contiene informazioni ricavate automaticamente dalle voci biografiche con l'ausilio del template Bio e di un bot. L'aggiornamento è periodico e automatico e ricostruisce completamente la pagina. Se manca una persona in questa lista, sei pregato di non aggiungerla, ma accertati piuttosto che la sua voce biografica contenga il template Bio e che i dati anagrafici siano correttamente compilati. Se il template Bio manca, inseriscilo tu stesso o, in alternativa, metti l'avviso {{tmp\|Bio}} che ne segnala la mancanza. Se i dati riportati sono sbagliati, correggi direttamente la voce biografica; le modifiche saranno visibili in questa lista entro pochi giorni. Per chiarimenti vedi il progetto antroponimi. La lista contiene solo le 119 persone che sono citate nell'enciclopedia e per le quali è stato implementato correttamente il template Bio. Pagina aggiornata al 6 ago 2025. |

Questa è una lista di persone presenti nell'enciclopedia che hanno il nome Andreas e sono calciatori.

## A(6)
- Andreas Albers, calciatore danese (Skive, n. 1990)
- Andreas Andersson, calciatore svedese (Borås, n. 1991)
- Andreas Andreou, ex calciatore cipriota (n. 1954)
- Andreas Assiōtīs, ex calciatore cipriota (n. 1945)
- Andreas Avraam, ex calciatore cipriota (Larnaca, n. 1987)
- Andreas Vindheim, calciatore norvegese (Bergen, n. 1995)

## B(10)
- Andreas Bammer, ex calciatore austriaco (Bad Ischl, n. 1984)
- Andreas Beck, ex calciatore tedesco (Kemerovo, n. 1987)
- Andreas Bengtsson, calciatore svedese (n. 1996)
- Andreas Bjelland, calciatore danese (Vedbæk, n. 1988)
- Andreas Bornschein, ex calciatore tedesco orientale (n. 1956)
- Andreas Brehme, calciatore e allenatore di calcio tedesco (Amburgo, n. 1960 - Monaco di Baviera, † 2024)
- Andreas Breynk, calciatore tedesco (n. 1888 - † 1957)
- Andreas Bruhn, ex calciatore danese (Aalborg, n. 1994)
- Andreas Bruus, calciatore danese (Greve, n. 1999)
- Andreas Buck, ex calciatore tedesco (Geislingen an der Steige, n. 1967)

## C(7)
- Andreas Charitou, ex calciatore cipriota (n. 1961)
- Andreas Christen, calciatore liechtensteinese (Vaduz, n. 1989)
- Andreas Christensen, calciatore danese (Allerød, n. 1996)
- Andreas Christodoulou, calciatore cipriota (Nicosia, n. 1997)
- Andreas Christofī, ex calciatore cipriota (n. 1969)
- Andreas Chrysostomou, calciatore cipriota (Nicosia, n. 2001)
- Andreas Cornelius, calciatore danese (Copenaghen, n. 1993)

## D(1)
- Andreas Dober, ex calciatore austriaco (Vienna, n. 1986)

## E(3)
- Andreas Eriksson, ex calciatore svedese (Stoccolma, n. 1981)
- Andreas Evjen, ex calciatore norvegese (Narvik, n. 1969)
- Andreas Hopmark, ex calciatore norvegese (Kristiansund, n. 1991)

## F(2)
- Andreas Filōtas, ex calciatore cipriota (n. 1941)
- Andreas Franz, calciatore tedesco (Fürth, n. 1897 - † 1970)

## G(6)
- Andreas Geipl, calciatore tedesco (Garmisch-Partenkirchen, n. 1992)
- Andreas Gerster, ex calciatore liechtensteinese (n. 1982)
- Andreas Gianniōtīs, calciatore greco (Serres, n. 1992)
- Andreas Görlitz, ex calciatore tedesco (Weilheim in Oberbayern, n. 1982)
- Andreas Granskov, ex calciatore danese (Gladsaxe, n. 1989)
- Andreas Gruber, calciatore austriaco (Lienz, n. 1995)

## H(8)
- Andreas Haddad, ex calciatore svedese (Stoccolma, n. 1982)
- Andreas Hadenius, calciatore svedese (Norrköping, n. 1991)
- Andreas Hansen, ex calciatore faroese (n. 1966)
- Andreas Hansen, calciatore danese (Brøndbyøster, n. 1995)
- Andreas Hinkel, ex calciatore tedesco (Backnang, n. 1982)
- Andreas Pereira, calciatore belga (Duffel, n. 1996)
- Andreas Hofmann, ex calciatore tedesco (Schwäbisch Gmünd, n. 1986)
- Andreas Hölzl, ex calciatore austriaco (Kitzbühel, n. 1985)

## I(3)
- Andreas Ibertsberger, ex calciatore austriaco (Salisburgo, n. 1982)
- Andreas Ivan, calciatore rumeno (Pitești, n. 1995)
- Andreas Ivanschitz, ex calciatore austriaco (Eisenstadt, n. 1983)

## J(2)
- Andreas Johansen, calciatore norvegese (Fredrikstad, n. 1901 - † 1978)
- Andreas Jungdal, calciatore danese (Singapore, n. 2002)

## K(9)
- Andreas Helmersen, calciatore norvegese (Trondheim, n. 1998)
- Andreas Kantīlos, ex calciatore cipriota (n. 1964)
- Andreas Karō, calciatore cipriota (Nicosia, n. 1996)
- Andreas Krause, ex calciatore tedesco orientale (Jena, n. 1957)
- Andreas Kuen, calciatore austriaco (Zams, n. 1995)
- Andreas Kupfer, calciatore tedesco (Schweinfurt, n. 1914 - † 2001)
- Andreas Kōnstantinou, ex calciatore cipriota (Nicosia, n. 1980)
- Andreas Kōnstantinou, ex calciatore cipriota (n. 1956)
- Andreas Kōnstantinou, calciatore cipriota (n. 1949 - † 2015)

## L(10)
- Andreas Lasnik, ex calciatore austriaco (Voitsberg, n. 1983)
- Andreas Laudrup, ex calciatore danese (Barcellona, n. 1990)
- Andreas Leitner, calciatore austriaco (Leoben, n. 1994)
- Andreas Lie, ex calciatore norvegese (Ålesund, n. 1987)
- Andreas Lienhart, ex calciatore austriaco (Graz, n. 1986)
- Andreas Lindberg, ex calciatore svedese (Stoccolma, n. 1980)
- Andreas Linde, calciatore svedese (n. 1993)
- Andreas Ludwig, calciatore tedesco (Ulma, n. 1990)
- Andreas Lukse, calciatore austriaco (Vienna, n. 1987)
- Andreas Luthe, ex calciatore tedesco (Velbert, n. 1987)

## M(9)
- Andreas Malin, calciatore austriaco (Feldkirch, n. 1994)
- Andreas Maurīs, ex calciatore cipriota (Larnaca, n. 1972)
- Andreas Maxsø, calciatore danese (Copenaghen, n. 1994)
- Andreas Mihaiu, calciatore rumeno (Slatina, n. 1998)
- Andreas Moen, calciatore norvegese (Oslo, n. 1984)
- Andreas Mpouchalakīs, calciatore greco (Candia, n. 1993)
- Andreas Munkert, calciatore tedesco (Norimberga, n. 1908 - Norimberga, † 1982)
- Andreas Müller, ex calciatore tedesco (Stoccarda, n. 1962)
- Andreas Müller, calciatore tedesco (Sinsheim, n. 2000)

## N(4)
- Andy Nägelein, ex calciatore hongkonghese (Hong Kong, n. 1981)
- Andreas Nilsson, calciatore svedese (Malmö, n. 1910 - Malmö, † 2011)
- Andreas Niniadīs, ex calciatore greco (Tbilisi, n. 1971)
- Andreas Nordvik, calciatore norvegese (Trondheim, n. 1987)

## O(4)
- Andreas Oggesen, calciatore danese (Viborg, n. 1994)
- Andreas Olsen, ex calciatore faroese (Leirvík, n. 1987)
- Andreas Ottl, ex calciatore tedesco (Monaco di Baviera, n. 1985)
- Andreas Ottosson, ex calciatore svedese (n. 1971)

## P(4)
- Andreas Panagiōtou, calciatore cipriota (Nicosia, n. 1995)
- Andreas Papathanasiou, calciatore cipriota (Larnaca, n. 1983)
- Andreas Petridīs, ex calciatore cipriota (n. 1966)
- Andreas Poulsen, calciatore danese (Ikast, n. 1999)

## R(5)
- Andreas Raudsepp, calciatore estone (Rakvere, n. 1993)
- Andreas Rauscher, ex calciatore austriaco (Graz, n. 1978)
- Andreas Ravelli, ex calciatore svedese (Vimmerby, n. 1959)
- Andreas Reinke, ex calciatore tedesco (Krakow am See, n. 1969)
- Andreas Schjelderup, calciatore norvegese (Bodø, n. 2004)

## S(11)
- Andreas Drugge, ex calciatore svedese (Borås, n. 1983)
- Andreas Hanche-Olsen, calciatore norvegese (Bærum, n. 1997)
- Andreas Samarīs, calciatore greco (Patrasso, n. 1989)
- Andreas Schicker, ex calciatore austriaco (Vienna, n. 1986)
- Andreas Skov Olsen, calciatore danese (Hillerød, n. 1999)
- Andreas Skovgaard, calciatore danese (n. 1997)
- Andreas Sofokleous, ex calciatore cipriota (Limisso, n. 1973)
- Andreas Staurou, ex calciatore cipriota (n. 1958)
- Andreas Staurou, calciatore cipriota (Limassol, n. 1988)
- Andreas Stylianou, ex calciatore cipriota (Kathika, n. 1942)
- Andreas Sōtīriou, ex calciatore cipriota (Nicosia, n. 1968)

## T(2)
- Andreas Tatos, calciatore albanese (Himara, n. 1989)
- Andreas Trautmann, ex calciatore tedesco orientale (Dresda, n. 1959)

## U(2)
- Andreas Ulland Andersen, calciatore norvegese (Haugesund, n. 1989)
- Andreas Ulmer, ex calciatore austriaco (Linz, n. 1985)

## V(4)
- Andreas Vaikla, calciatore canadese (Toronto, n. 1997)
- Andreas Vasilogiannīs, calciatore greco (Kato Achaia, n. 1991)
- Andreas Vogler, ex calciatore tedesco (Berlino Ovest, n. 1965)
- Andreas Voglsammer, calciatore tedesco (Rosenheim, n. 1992)

## W(5)
- Andreas Wagenhaus, ex calciatore tedesco orientale (Naumburg, n. 1964)
- Andreas Weimann, calciatore austriaco (Vienna, n. 1991)
- Andreas Wiegel, calciatore tedesco (Paderborn, n. 1991)
- Andreas Wittwer, ex calciatore svizzero (n. 1990)
- Andreas Wolf, ex calciatore e allenatore di calcio tedesco (Leninabad, n. 1982)

## Z(2)
- Andreas Zeyer, ex calciatore tedesco (Neresheim, n. 1968)
- Akīs Zīkos, ex calciatore greco (Atene, n. 1974)